# Мар-Чікіта (округ)
Округ Мар-Чікіта (ісп. Mar Chiquita) — адміністративно-територіальна одиниця 2-ого рівня у провінції Буенос-Айрес в центральній Аргентині. Адміністративний центр округу — Коронель-Відаль (ісп. Coronel Vidal).
Населення округу становить 21279 осіб (2010). Площа — 3097 кв. км.

## Історія
Округ заснований у 1839 році.

## Населення
У 2010 році населення становило 21279 осіб. З них чоловіків — 10605, жінок — 10674.

## Політика
Округ належить до 5-ого виборчого сектору провінції Буенос-Айрес.